# Колд-Лейк (озеро)
Колд-Лейк (англ. Cold Lake — «холодне озеро») — озеро, розташоване на території канадських провінцій Альберта i Саскачеван. Над озером розташовується місто Колд-Лейк. У озері — 24 види риб.